# Guillermo Saraví
Guillermo Saraví (Paraná, Entre Ríos, 11 de agosto de 1899 - 31 de diciembre de 1965) fue un poeta, periodista, historiador y archivero argentino. Autodidacta, Saraví ejerció la dirección del Archivo General de Entre Ríos desde 1932, luego de la muerte del hasta entonces director Joaquín Castellanos, hasta el año 1957. El trabajo de organización llevado a cabo en dicha institución le valió el prestigio y el reconocimiento,  «ubicándolo en los primeros lugares de los archivos del país». En lo que respecta a su obra literaria, según Luis Alberto Ruiz, poeta y estudioso de la literatura de Entre Ríos, debido a la adhesión instantánea del público lector entrerriano a su poética, configuró una suerte de «edad Saraví», no solo en el sentido de la atribución de un lugar representativo, en términos literarios, sino también en el sentido de que su entonación modernista resistió las rupturas formales que ya se encontraban en auge con la llegada de las vanguardias. 
Por su labor literaria, Saraví fue llamado «el poeta de Entre Ríos por antonomasia» y «el poeta de las epopeyas entrerrianas».

## Biografía
Guillermo César Saraví López Souza, tal es su nombre completo, hijo del Dr. Alberto Saraví Horne y de doña Dominga López Souza, nació en Paraná, provincia de Entre Ríos, el 11 de agosto de 1899. La mención de su nombre completo no resulta, para los propósitos del trazado de su biografía, de arbitrio alguno, puesto que el poeta emplearía, en algunos momentos de su vida, el seudónimo César López Souza para firmar algunos de sus escritos publicados en distintos medios periodísticos.
Huérfano de madre en 1901, teniendo apenas dos años de edad, junto a su familia se trasladó a una quinta de Navarro, provincia de Buenos Aires. Una vez reconstruido el orden familiar, casándose el Dr. Alberto Saraví con doña Rosa Cró en 1905, los Saraví regresaron a Paraná. De su niñez, según los aportes de la Profesora Iris Estela Longo, basados en un texto biográfico inédito elaborado por quien fuera la esposa del poeta, María Palacios, se recuerda que, antes que el juego activo con otros niños de su edad, el pequeño Guillermo prefería pasar el tiempo con su colección incalculable de soldaditos de plomo. «Largas horas pasaba en su compañía, armando y desarmando ejércitos imaginarios». El mismo poeta recordó en versos esos momentos de la infancia: Guardia de honor, esta vez / te dan mis décimas como / los soldaditos de plomo / con que jugó mi niñez («A mi padre»)
En lo que respecta a su formación, Saraví se educó en la Escuela Normal de Paraná, concluyendo sus estudios y obteniendo su título de maestro en el año 1918. Continuó luego sus estudios de Filosofía y Letras que, por un gran desentendimiento con un tribunal docente que lo examinaran, no concluyó. Su juventud, famosa en el recuerdo de sus conciudadanos, fue trashumante, noctámbula e inquieta, siempre rodeado de amigos y admiradores que lo seguían y gozaban de sus improvisaciones poéticas. Esto coincide con el proceso de modernización que venía desarrollándose en la ciudad de Paraná desde 1910, registrándose la formación y el crecimiento de distintos medios periodísticos, cuyas redacciones dieron lugar a una bohemia lírica de la que el poeta formó parte. Otros líricos entrerrianos que compartieron el fervor poético de los años 20 en Paraná fueron Luis María Grané, Oreste D'Aló, Lucio Arengo, Eduardo Arengo y Eugenio Rebaque Thuillier. Las redacciones de El Diario, La Mañana, El Día, La Acción y Prometeo recibieron las generosas colaboraciones poéticas de todo este grupo lírico, destacándose, por la constancia y frecuencia de sus publicaciones, el joven Guillermo Saraví.
En el año 1921, bajo el seudónimo Gerifalte, el poeta obtuvo el máximo galardón de los Juegos Florales de Paraná, premiado por el mismo tribunal que lo había aplazado anteriormente en el Profesorado de Filosofía y Letras. Este hecho resulta sumamente significativo, sobre todo si se tiene en cuenta que la cantidad de envíos que participaron superaba el número de 300 y provenían desde distintos puntos del país, como así también desde el exterior. «La exposición pública en el acto de premiación y la recitación del poema galardonado, «Salmo del Hambre», ante un teatro 3 de febrero repleto, constituyen el primer punto de reconocimiento, por parte de la ciudad, del poeta», cuya repercusión fue el puntapié inicial para el comienzo de los recitales poéticos que llevó a cabo no solo en Entre Ríos, sino también en otros puntos del país y en Uruguay.

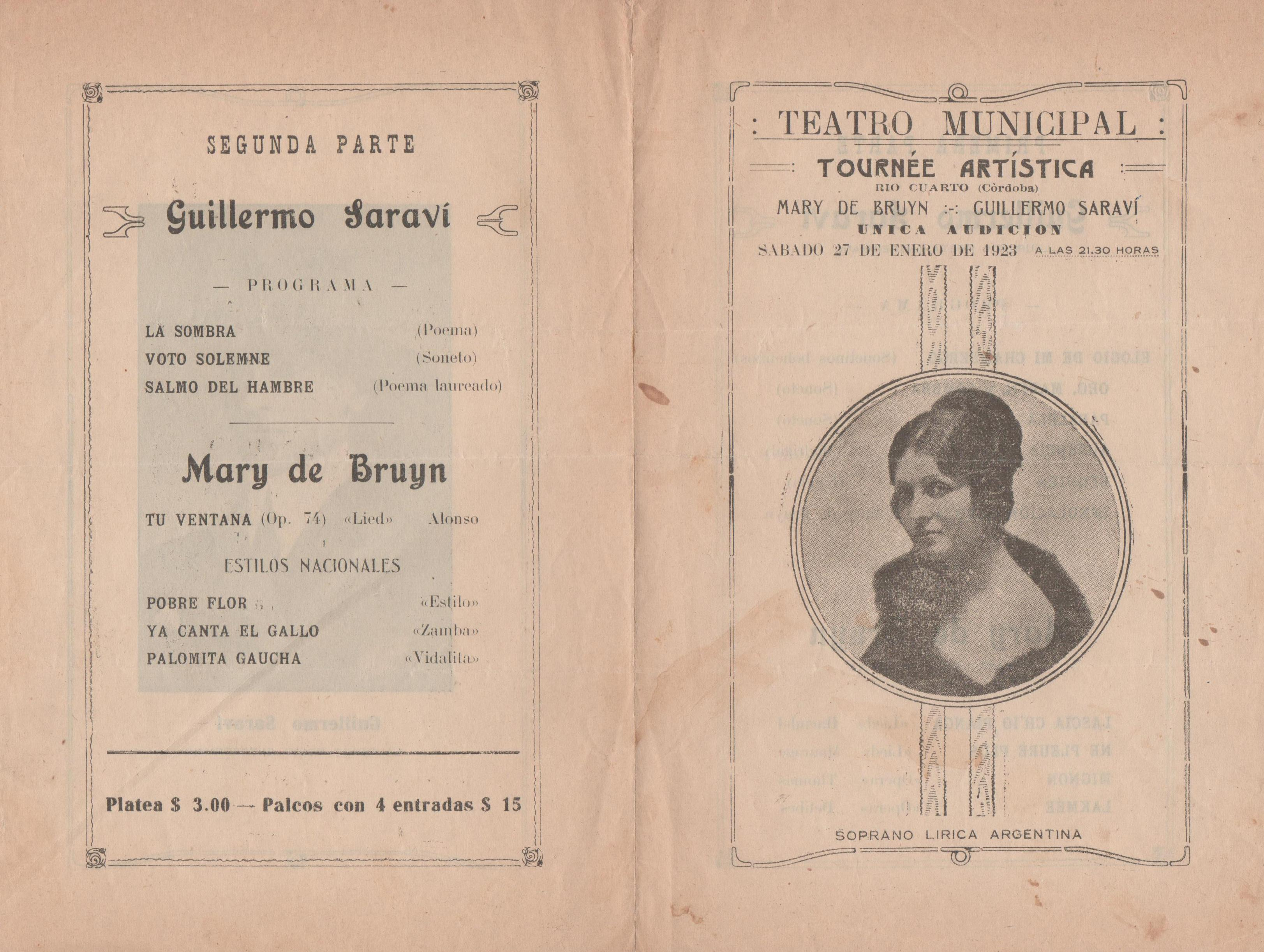
Programa de Recital Poético I

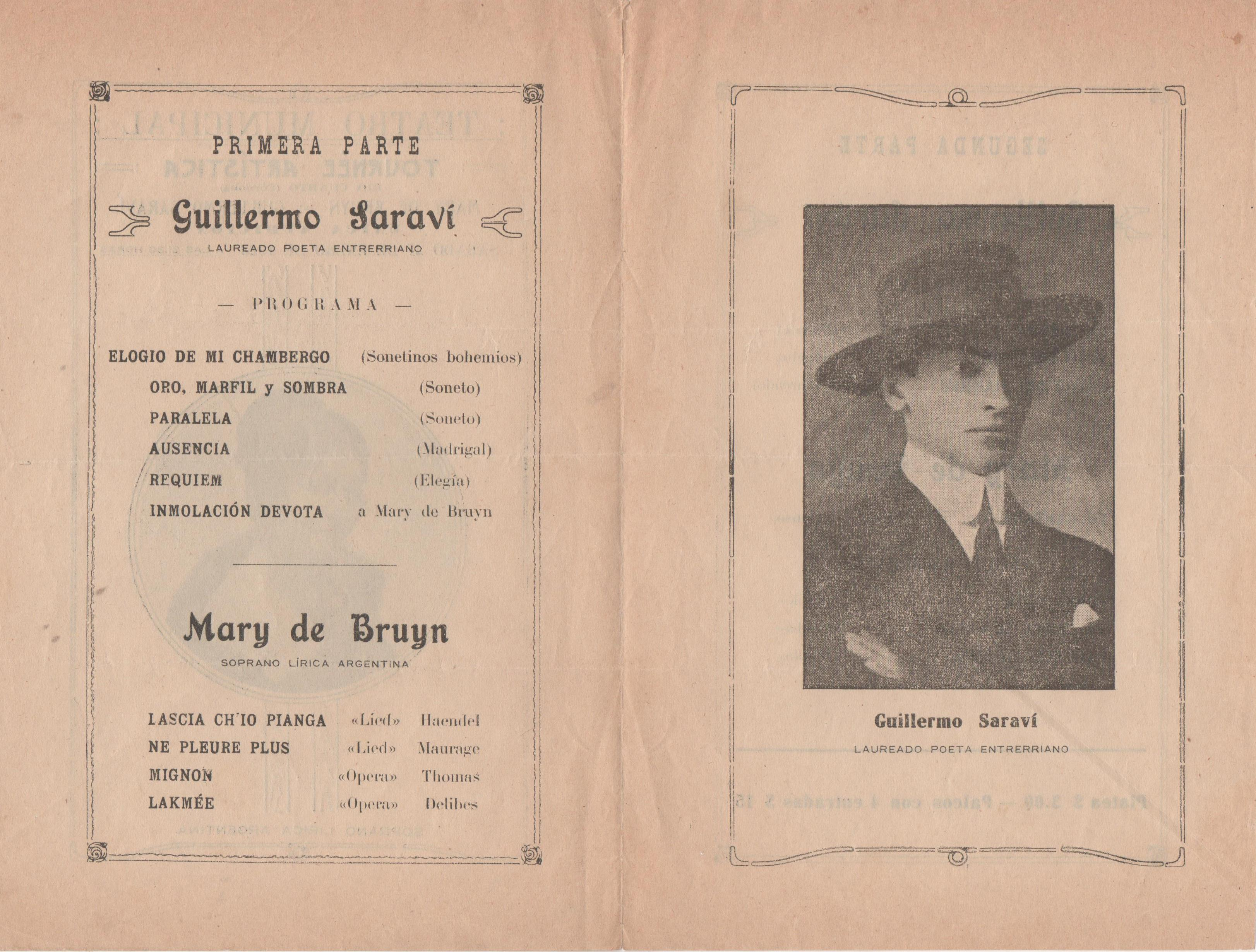
Programa de Recital Poético II

A partir de 1923, el itinerario del poeta traza distintos puntos sobre el mapa nacional: Rosario, primeramente, donde la familia entera se trasladó por un período de tiempo, Posadas, donde el poeta estuvo brevemente a cargo de una cátedra en la Escuela Normal (siendo acompañado por el amigo y poeta entrerriano Andrés Chabrillón, quien entonces ejercía como abogado para el Ferrocarril Gral. Urquiza) y Córdoba, donde trabajó y colaboró con La Voz del Interior, además de llevar a cabo numerosos recitales poéticos. A la par de dicho recorrido, las publicaciones en los medios paranaenses y porteños no cesaron, coincidiendo con la formulación de distintos proyectos poéticos.
Por insistencia de sus amigos y seguidores, y por medio del mecenazgo generoso del Dr. Pedro E. Martínez, rector de la Universidad Nacional del Litoral, en 1925 Saraví dio a publicidad su primer volumen poético, Hierro, seda y cristal, cuyos poemas responden, más que a una cuestión intrínseca de poemario, a un carácter antológico, ya que se llevó a cabo una selección de sus producciones más jóvenes, hasta las producciones que databan del año 1924, para su integración. Hierro, seda y cristal (1925), es «un libro que resulta anacrónico si lo pensamos en paralelo al contexto de la capital nacional, dado que Borges ya había publicado dos años antes Fervor de Buenos Aires (1923), abriéndole camino a las vanguardias», con lo que, como había ocurrido con el acendrado Romanticismo, se resistía en Entre Ríos a las rupturas formales y las renovaciones literarias frente a un modernismo vigente.

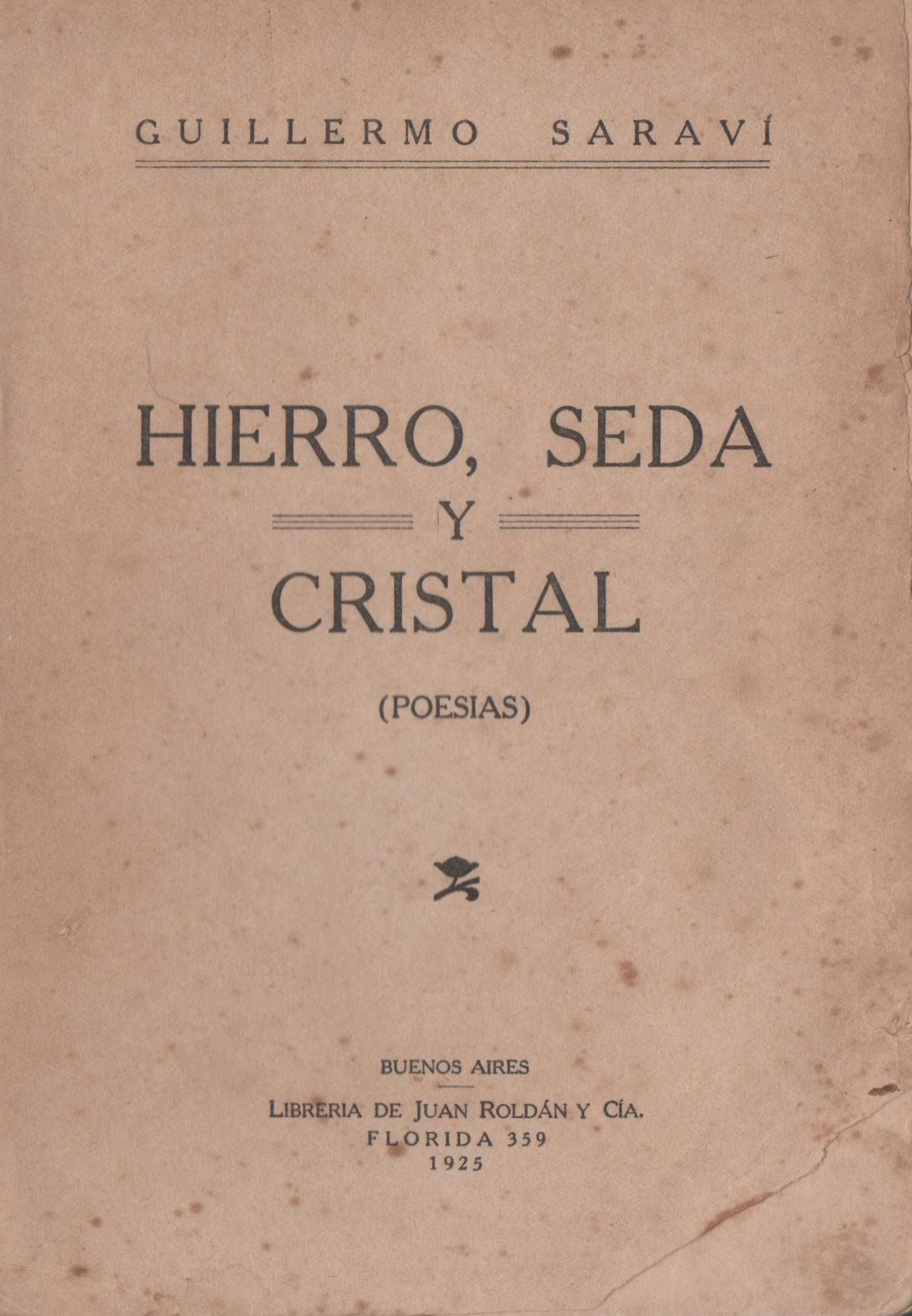
Hierro, seda y cristal (1925).

Su segundo volumen poético, el poemario Numen Montaraz (1928), comporta, más que una «drástica variante», la concreción poética de uno de los proyectos que ya había formulado desde temprana edad y cuyos vestigios temáticos pueden encontrarse en algunas publicaciones poéticas que estaban dispersas, en el opúsculo de 1925, El poema de la Virgen, e incluso en Hierro, seda y cristal (1925). La entonación épica de este poemario, el fuerte temperamento o carácter poético que se percibe en la estructura formal y en la elaboración de los tópicos, encuentran fluidos diálogos con el autor de Alma América (1906), José Santos Chocano. La construcción de una territorialidad, cuyos referentes reales son la provincia de Entre Ríos y otros puntos de la región, la reconstrucción poética de un pasado con su carácter mítico, donde se reúnen los símbolos propios de la comunidad entrerriana, la evocación de las enaltecidas figuras bélicas (Francisco Ramírez, Crispín Velázquez, Ricardo López Jordán y Justo José de Urquiza) y la expresión del combatiente dolor por los proyectos de país truncados en las luchas entre unitarios y federales, constituye otro punto clave en el itinerario del poeta, en la adhesión de la comunidad a su poética, ubicándose en el ya mencionado lugar representativo, y en la continuidad de un proyecto regional que había comenzado con Martiniano Leguizamón. En 1929, al año siguiente, con el auspicio del Gobierno de Entre Ríos -sobre todo por el gobernador Eduardo Laurencena, líder de la Unión Cívica Radical Antipersonalista- se reedita Numen Montaraz, con algunos agregados y correcciones, y se edita el poema épico El Supremo Entrerriano (Poema histórico). Estas obras establecen una discusión no solo en términos de centralidad literaria frente a Buenos Aires, sino también en términos de centralidad política y la pugna por el reconocimiento de la singularidad regional.

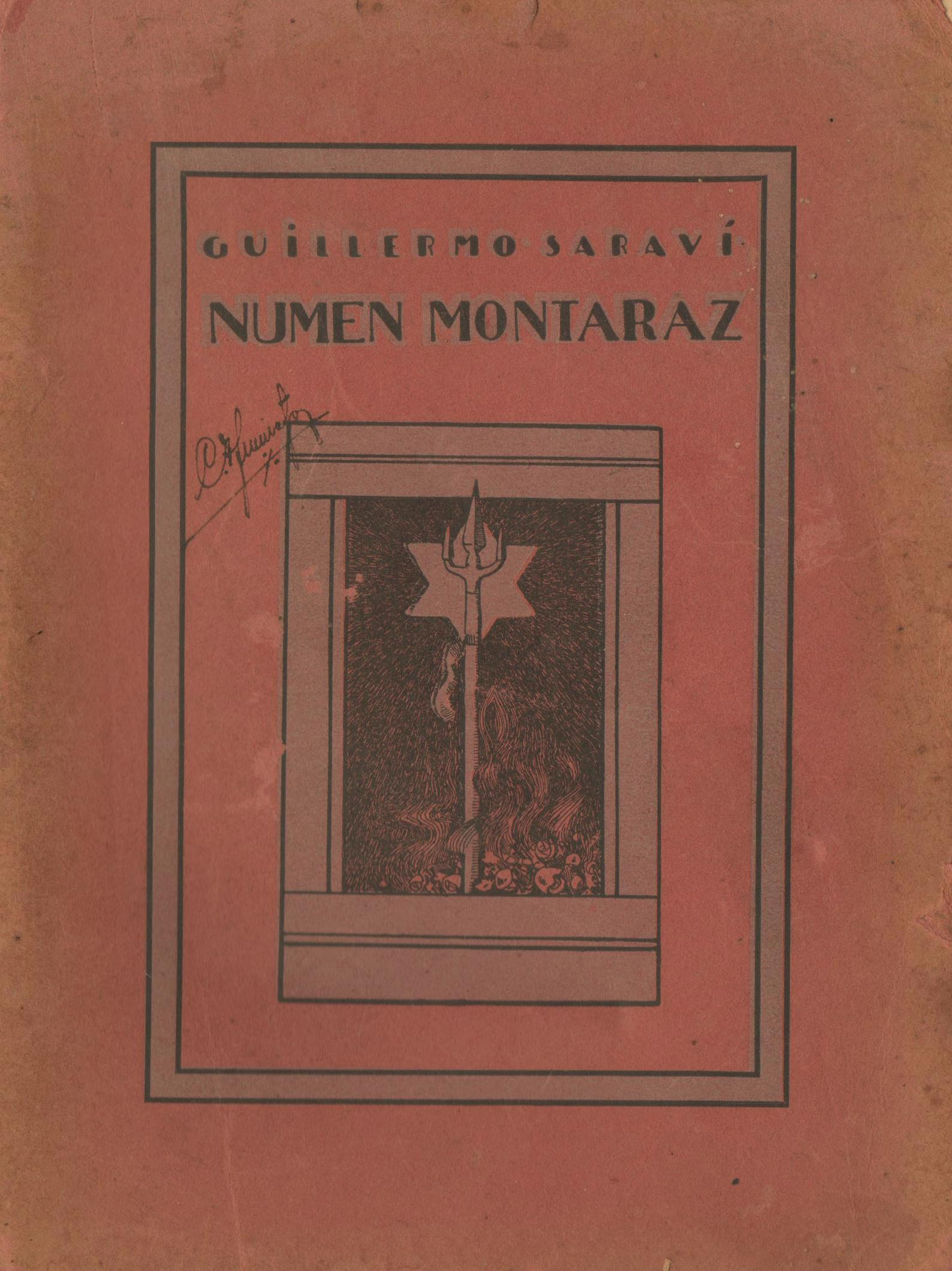
Numen Montaraz (1929) 2.ª Edición.

Debido a la circulación de sus libros dentro y fuera de la provincia, recibiendo elogiosos comentarios de La Prensa y La Nación, Saraví fue invitado a participar, el 24 de junio de 1929, en un festival artístico que se llevó a cabo en el Teatro Odeón de Buenos Aires. Dicho festival fue organizado por el Círculo de Damas Entrerrianas de la Confederación Nacional de Beneficencia, presidido por la señora María Cané de Parera. Allí Saraví compartió escenario con el poeta Pedro Miguel Obligado. El éxito clamoroso del entrerriano quedó asentado en las crónicas y comentarios de la prensa que cubrió dicho evento, destacando la presencia de relevantes personalidades -amigos personales del poeta-, como el Dr. Antonio Sagarna, el novelista Bernardo González Arrili, Martiniano Leguizamón, el  Dr. Francisco Barroetaveña y el Dr. Tezanos Pinto, entre otros. Si bien el éxito indiscutible de Saraví hubiera significado no solo el recibimiento absoluto en Buenos Aires, sino su permanencia allí, por cuestiones que no son claras, aunque se presumen cuestiones que hirieron su susceptibilidad, el poeta rechazó todas las invitaciones que le hicieron llegar a raíz de su cometido. Otros triunfos que tuvo, por entonces, fueron en Salto, Mercedes y Paysandú de la Banda Oriental del Uruguay donde pasó parte de 1927-1928 y 1930-1931, cumpliendo el rol de jefe de redacción del diario El Nacional de Paysandú. Luego de que el medio uruguayo cerrara sus puertas debido al fallecimiento repentino de su fundador y director, el poeta regresó, junto a su familia (su esposa María Palacios y Mario Guillermo, su primogénito) a Paraná. 

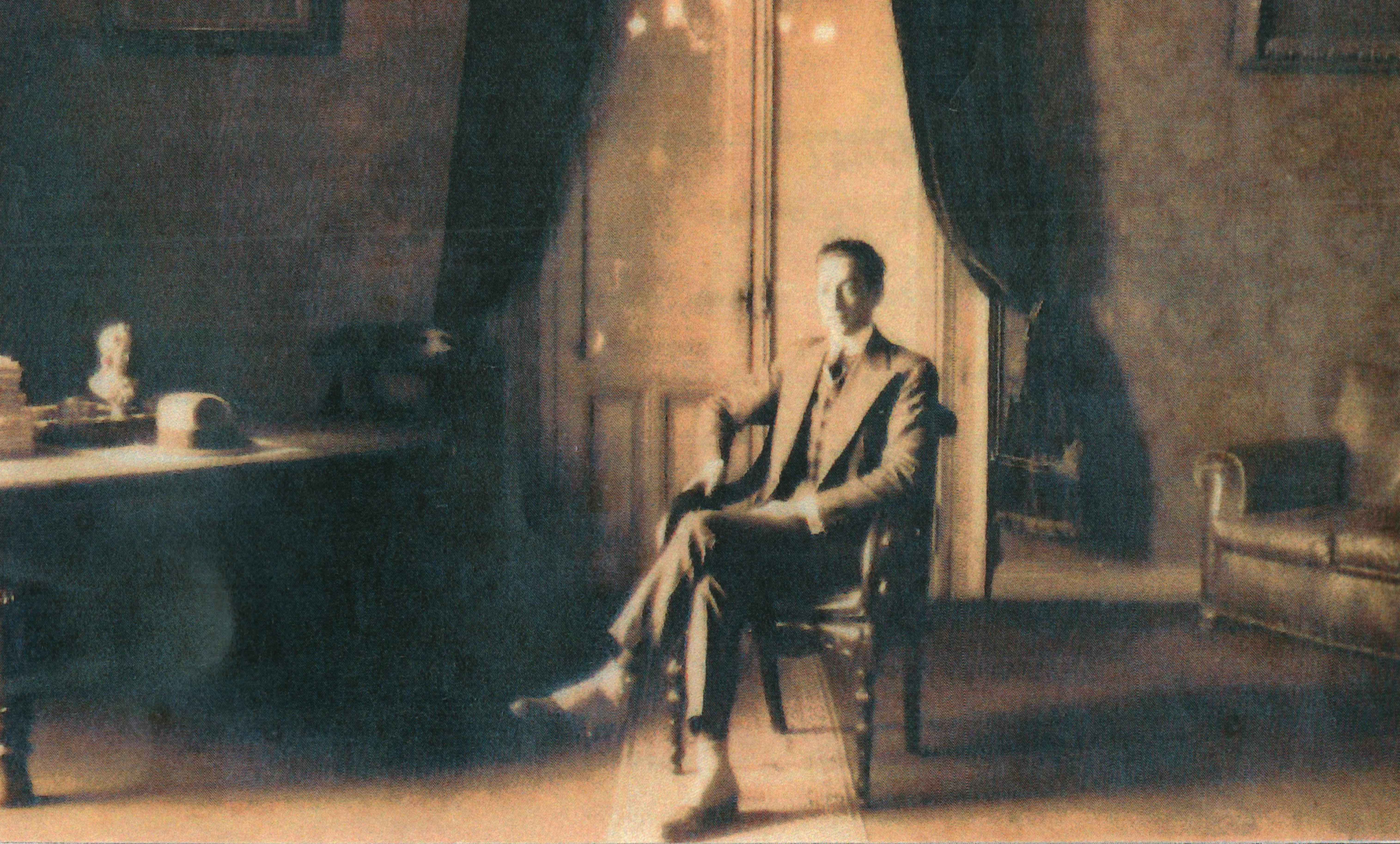
Guillermo Saraví, retratado en un salón de la Escuela Normal de Paraná durante su juventud.

Carne de sueño (1930), integrado por poemas de esos años cuyo carácter resulta más bien intimista e introspectivo, es el sucesor de las publicaciones de entonación épica, la cual fue revitalizada en el libro de 1932, Selva Sonora. Algunos comentarios críticos respecto a este último poemario, nuevamente publicado por el mecenazgo del Dr. Pedro E. Martínez, han coincidido en señalar que el poema «Lanza vieja» allí incluido, comporta el adiós a la épica por parte de Saraví. Sin embargo, siguiendo el hilo de las colaboraciones en el El Diario de Paraná, tenemos información respecto a un proyecto que no logró concretarse y que llevaba por título La patria de las calandrias. En él, el carácter épico adquiere una suerte de urgencia, acentuándose la necesidad de rescatar las viejas reliquias guerreras en subasta y exhortar a la comunidad al rescate de los valores del pasado bravío para enfrentar las dificultades del presente y permanecer enhiestos en la lucha con las dificultades del porvenir.
Luego del fallecimiento de Joaquín Castellanos, acaecido en septiembre de 1932, por iniciativa de Luis L. Etchevehere fue propuesto Guillermo Saraví como director del Archivo General de Entre Ríos, contando con la asesoría técnica ad honorem de César Blas Pérez Colman. Como autodidacta, su trabajo como archivero trascendió los límites locales, ya que varios investigadores del Uruguay, Norte América y aún de España (como el historiador y pintor, argentino radicado en España, José Torre Revello) tuvieron para él conceptuosas palabras que dejaron impresas en sendos folletos publicados en sus respectivos países. Es preciso señalar, al respecto, que sus intereses históricos se direccionaron en función de su rol de archivero, llevando a cabo una organización de los fondos y los materiales que resultó fundamental para su mantenimiento y permitir a la posteridad acceder a la información. A la vez del poeta y el periodista, el archivero también produjo una considerable cantidad de textos, muchos de los cuales se publicaron el El Diario de Paraná, como la Carpeta de Archivero (1938-1943). Otra publicación fue la encomendada por el Gobierno de Entre Ríos, El Escudo de Entre Ríos (1941). Sin embargo, entre todas las publicaciones se destaca su trabajo La Anarquía Entrerriana: causas y primeros hechos (diciembre de 1825 a octubre de 1827) de 1941, por el cual la Academia Nacional de Historia lo nombró como miembro corresponsal en octubre del mismo año.
Durante el ejercicio de su oficio de archivero, Saraví fue incorporado por Enrique Méndez Calzada a La Nación en 1942 como corresponsal en Paraná y una vasta zona del resto del territorio entrerriano. Dejó de ser corresponsal hacia el año 1959, ya que, como el mismo poeta dejó asentado, Eduardo Mallea lo borró de la lista.
La última publicación realizada por el poeta fue en 1932 con Selva Sonora, encontrándose truncado el intento de publicar La patria de las calandrias debido al repentino fallecimiento del Dr. Pedro E. Martínez en 1934. Fuera del opúsculo publicado en 1946, La lágrima de plata, con motivo del 75.º aniversario de la Escuela Normal de Profesores de Paraná, y algunos anuncios de los que no se llegó a tener mayor noticia, no pudo el poeta llevar a cabo otra publicación poética. La pérdida del Dr. Pedro E. Martínez no solo significó, para Saraví, la pérdida de un propulsor de sus proyectos poéticos, sino también la pérdida de un mentor que acompañó, apadrinó y contribuyó a la edición de los libros del poeta, a tal punto que el propio Saraví en su correspondencia al sumo catedrático hablaba de «nuestro libro», al referirse a alguno de ellos.

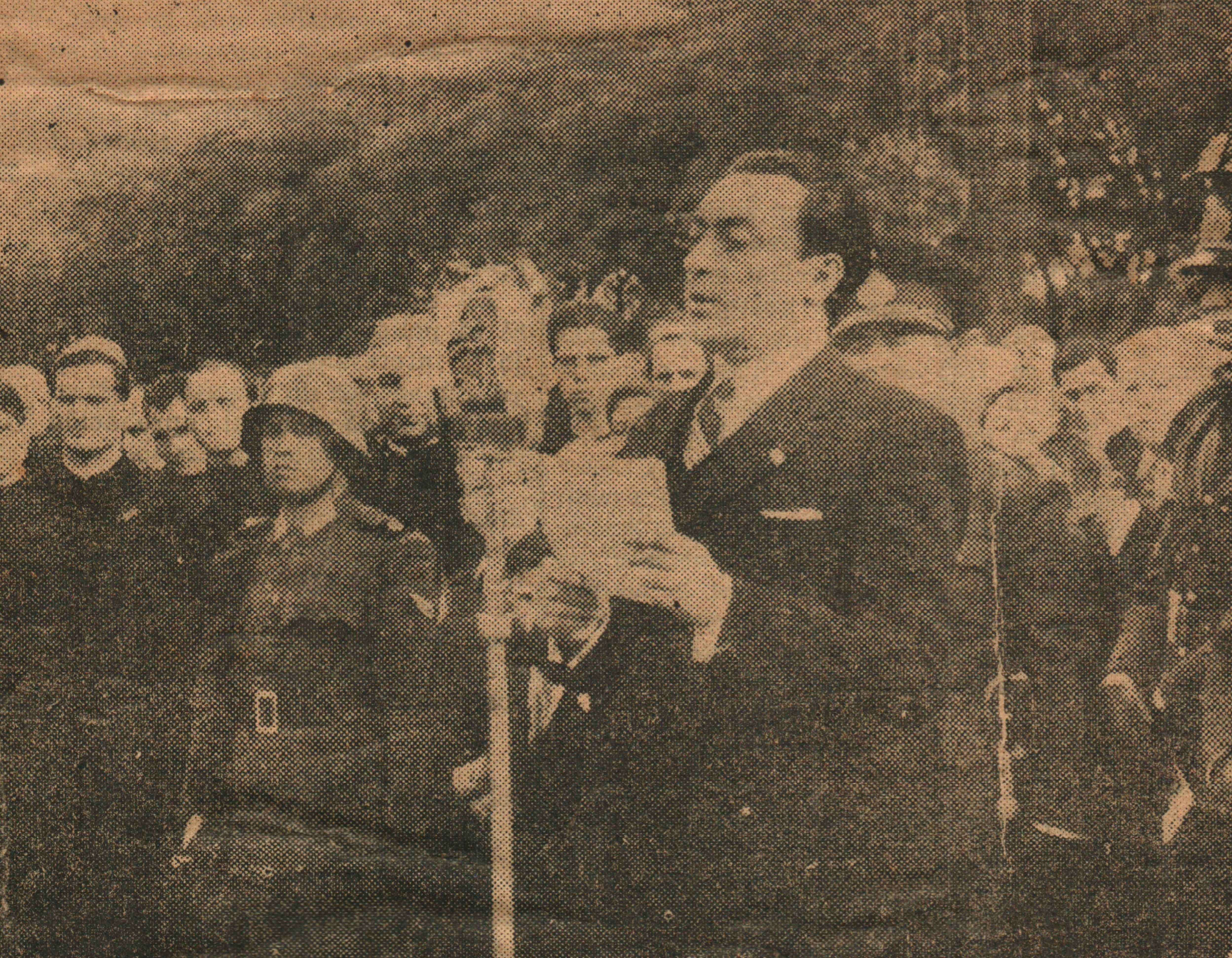
Guillermo Saraví en el acto de homenaje a la bandera, 21 de junio de 1940, Paraná.

Hacia fines de la década de 1950, luego de haber tenido una intensa actividad pública en distintas celebraciones y festejos oficiales y luego de tener que aceptar obligadamente su jubilación, a lo que se sumaron varios conflictos personales, Guillermo Saraví abandonó Paraná para radicarse por un período de tiempo en la ciudad de La Plata, configurando lo que podríamos llamar «los años perdidos», no solo en el sentido de que no hay muchas noticias de su paradero hasta su regreso a la ciudad natal en 1961, sino que significó la pérdida de su biblioteca y sus papeles.
Al saberse el retorno del poeta a Paraná, en un intercambio de misivas entre Arturo Etchevehere, hijo de Luis L. Etchevehere, y Nesa Boeri publicadas El Diario, se propuso la reedición de las obras completas del recién llegado, a lo cual Saraví respondió afirmativamente. Fue en torno a esta idea que se formó una Comisión Editora de las Obras de Guillermo Saraví, contando con la adhesión pública de otros poetas, como Andrés Chabrillón y Alfredo Martínez Howard, y de otras ciudades entrerrianas, como Gualeguay, Gualeguaychú y Concepción del Uruguay. Esto demandó al poeta una revisión de sus libros, de los cuales carecía como propiedad física, implicando diversas modificaciones y ampliaciones, además de un ordenamiento en cinco tomos, de los cuales solo llegó a concretarse la edición del primero, correspondiente a Hierro, seda y cristal en 1962, debido a que el poeta enfermó irremediablemente.

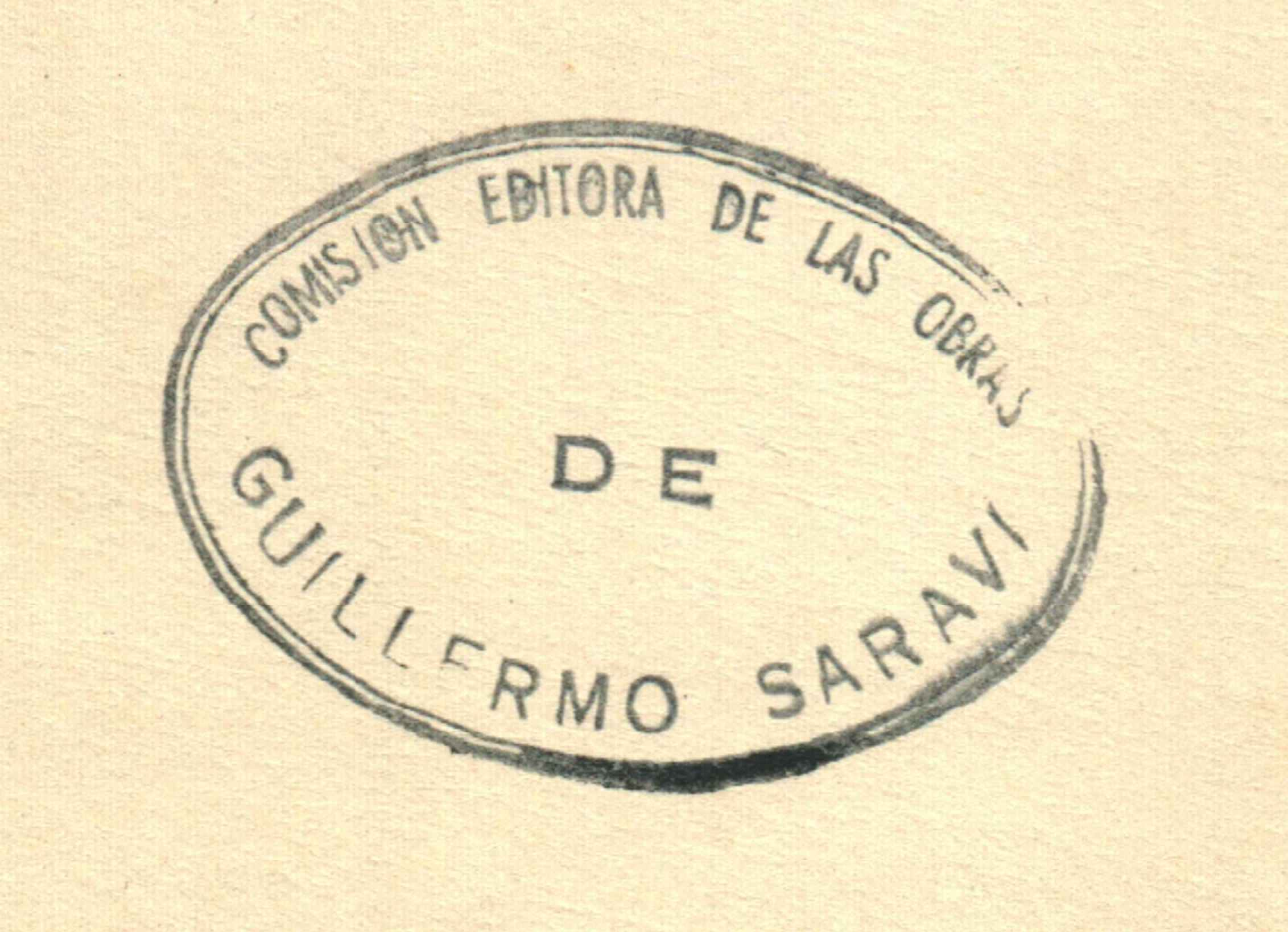
Sello de la Comisión Editora de las Obras de Guillermo Saraví.

Guillermo Saraví falleció en Paraná, el 31 de diciembre de 1965. Respecto de su muerte, el Profesor Miguel Ángel Andreeto escribió en las páginas de El Diario:

su estro calló para siempre aquel calcinante 31 de diciembre de 1965. La calle, el árbol, el pájaro, le prestaron la silente presencia de la naturaleza provinciana que se constituyó en la íntima confidente de la incomprensión general para con él. Y en nosotros quedó la dolorosa sensación de la pérdida irrestañable del amigo y la ingrata certidumbre de que había desaparecido un gran poeta.

Miguel Ángel Andreeto

El  quinto tomo de sus Obras Completas corresponde al volumen titulado Tarde Antigua, editado en 1999 por la Editorial de Entre Ríos, coincidiendo con el centenario del natalicio del poeta. Dicho volumen responde al mismo criterio que acompañó la gestación de Hierro, seda y cristal (1925), es decir, a un criterio antológico. Las composiciones seleccionadas y organizadas dentro del libro datan de varios años y acaso reúne poemas de proyectos que no prosperaron. Muchas de las composiciones seleccionadas se publicaron en El Diario de Paraná.

## Obras
Verso:
- Hierro, seda y cristal (1925), reeditado en 1928 y 1962.
- Numen Montaraz (1928), reeditado en 1929.
- El Supremo Entrerriano (1929).
- Carne de sueño (1930), reeditado en 1933.
- Selva sonora (1932).
- Tarde Antigua (1999).

Opúsculos:
- El poema de la virgen (1925).
- Jeremías (1926).
- La lágrima de plata (1946).

Colaboraciones:
- Mi amigo fiel (1931) de Bernardo González Arrili, libro escolar para tercer grado, en donde Saraví estuvo a cargo de las «ilustraciones poéticas».

Antologías:
- La voz eterna (2010), editada por la Editorial de Entre Ríos.

Prosa:
- El escudo de Entre Ríos (1941).
- La Anarquía Entrerriana: causas y primeros hechos (diciembre de 1825 a octubre de 1827) (1941), publicado en el Boletín de la Academia Nacional de Historia, Vol. XV.
- Carpeta de Archivero (1938-1943), publicado en forma de artículos en El Diario de Paraná.
- Crónica de matreros, vagos y mal entretenidos (1955), publicado parcialmente en forma de artículos en La Capital de Rosario.